# Borneo
Borneo er verdens tredjestørste ø efter Grønland og Ny Guinea. Borneo omfatter et areal på 736.000 km² og er delt mellem Malaysia, Brunei og Indonesien.
Størstedelen af øen er indonesisk (på indonesisk kaldes øen Kalimantan), og den omfatter de fire provinser Øst-Kalimantan, Syd-Kalimantan, Vest-Kalimantan og Central-Kalimantan. På øens nordside findes de to malaysiske delstater Sabah og Sarawak samt øen Labuan. Midt på nordkysten ligger det lille, selvstændige sultanat Brunei.
Borneo er omgivet af Det Sydkinesiske Hav mod nord og nordvest, Suluhavet mod nordøst, Celebeshavet og Makassarstrædet mod øst, Javahavet mod syd og Karimatastrædet mod sydvest.
Vest for Borneo ligger Malakkahalvøen og Sumatra, mod syd ligger Java og Bali, mod øst Sulawesi (Celebes) og Molukkerne, og mod nordøst ligger Filippinerne.
Borneo har et tropisk klima med en frodig vegetation og med nogle af verdens største regnskovsområder. Dyrelivet er mangfoldigt og varieret med bl.a. elefanter, sumatra-næsehorn, leoparder, orangutang, næseaber og pytonslanger.
Gennem perioden fra 1962 til 1966 var Borneo åsted for territoriale kampe mellem Malaysia og Indonesien.

## Befolkning
Den samlede befolkningen på Borneo blev i 2005 anslået til ca. 18,4 millioner:
Brunei, ca. 0,4 mill. indb.
Malaysia
- Sabah, ca. 3,1 mill. indb.
- Sarawak, ca. 2,3 mill. indb.
- Labuan, 87.000 indb.

Indonesien
- Central-Kalimantan, ca. 2,1 mill. indb.
- Syd-Kalimantan, ca. 3,2 mill. indb.
- Vest-Kalimantan, ca. 4,5 mill. indb.
- Øst-Kalimantan, ca. 2,8 mill. indb.

De største byer er:
Malaysisk del af Borneo
- Kuching, 571.000 indb.
- Kota Kinabalu, 547.000 indb.
- Sandakan, 392.000 indb.
- Tawau, 306.000 indb.
- Miri, 228.000 indb.
- Sibu, 198.000 indb.
- Bintulu, 152.000 indb.
- Lahad Datu, 106.000 indb.

Indonesisk del af Borneo
- Banjarmasin, 573.000 indb.
- Pontianak, 455.000 indb.
- Balikpapan, 434.000 indb.
- Samarinda, 355.000 indb.
- Loa Janan, 213.000 indb.
- Palangka Raya, 180.000 indb.
- Martapura, 131.000 indb.
- Bontang, 102.000 indb.
- Singkawang, 101.000 indb.

- Wikimedia Commons har flere filer relateret til Borneo

00°01′S 113°00′Ø / 0.017°S 113.000°Ø